# Festigny (Marne)
Pour les articles homonymes, voir Festigny.
Festigny est une commune française, située dans le département de la Marne en région Grand Est. Elle appartient à la région naturelle de la Brie forestière.
Commune rurale, hors attraction des villes, Festigny est membre de la communauté de communes des Paysages de la Champagne, à qui elle a transféré un certain nombre de compétences (notamment en matière d'eau et de déchets).
Au dernier recensement de 2022, la commune comptait 392 habitants. Son économie est particulièrement tournée vers la viticulture, Festigny se trouvant au sein du vignoble de Champagne.
Son patrimoine architectural comprend notamment son église, dédiée à Saint-Laurent. Son patrimoine naturel comprend quant à lui deux zones naturelles d'intérêt écologique, faunistique et floristique.

## Géographie

### Localisation
Festigny se trouve à l'ouest du département de la Marne, en région Grand Est.
La commune s'étend sur une superficie de 2 563 hectares. Festigny appartient à la région agricole du Vignoble. Ses paysages la rattachent également à la Brie forestière, région boisée parsemée d'étangs créés par l'homme.
Par la route, Festigny se situe à 54 km de Châlons-en-Champagne, préfecture de la Marne, à 20 km d'Épernay, sa sous-préfecture, et à 14 km de Dormans, bureau centralisateur du canton de Dormans-Paysages de Champagne dont dépend Festigny depuis 2015. La commune fait en outre partie du bassin de vie de Dormans.
Festigny est limitrophe de 7 communes :
|                 | Mareuil-le-Port | Leuvrigny, Œuilly     |
| Nesle-le-Repons | Festigny        | Saint-Martin-d'Ablois |
|                 | Igny-Comblizy   | Le Baizil             |

### Géologie et relief
Sur son territoire, l'altitude varie de 87 à 246 mètres.
Le relief est marqué par la vallée du Flagot, affluent de la Marne qui s'écoule vers le nord et entaille le plateau de la Brie champenoise. Le village de Festigny se trouve dans cette vallée, à une altitude moyenne de 108 mètres. Deux vallons principaux prolongent la vallée du Flagot : le ruisseau de Neuville au sud-ouest (où se trouve le hameau de Neuville) et le ru de Vassy au sud-est (où se trouve le hameau de le Mesnil le Huttier).
Autour l'altitude dépasse les 220 mètres ; elle atteint même 246 mètres au sud-est de la commune, occupé par la forêt d'Enghien. La Brie forestière y repose sur une couche de meulière recouverte d'argile.

### Hydrographie

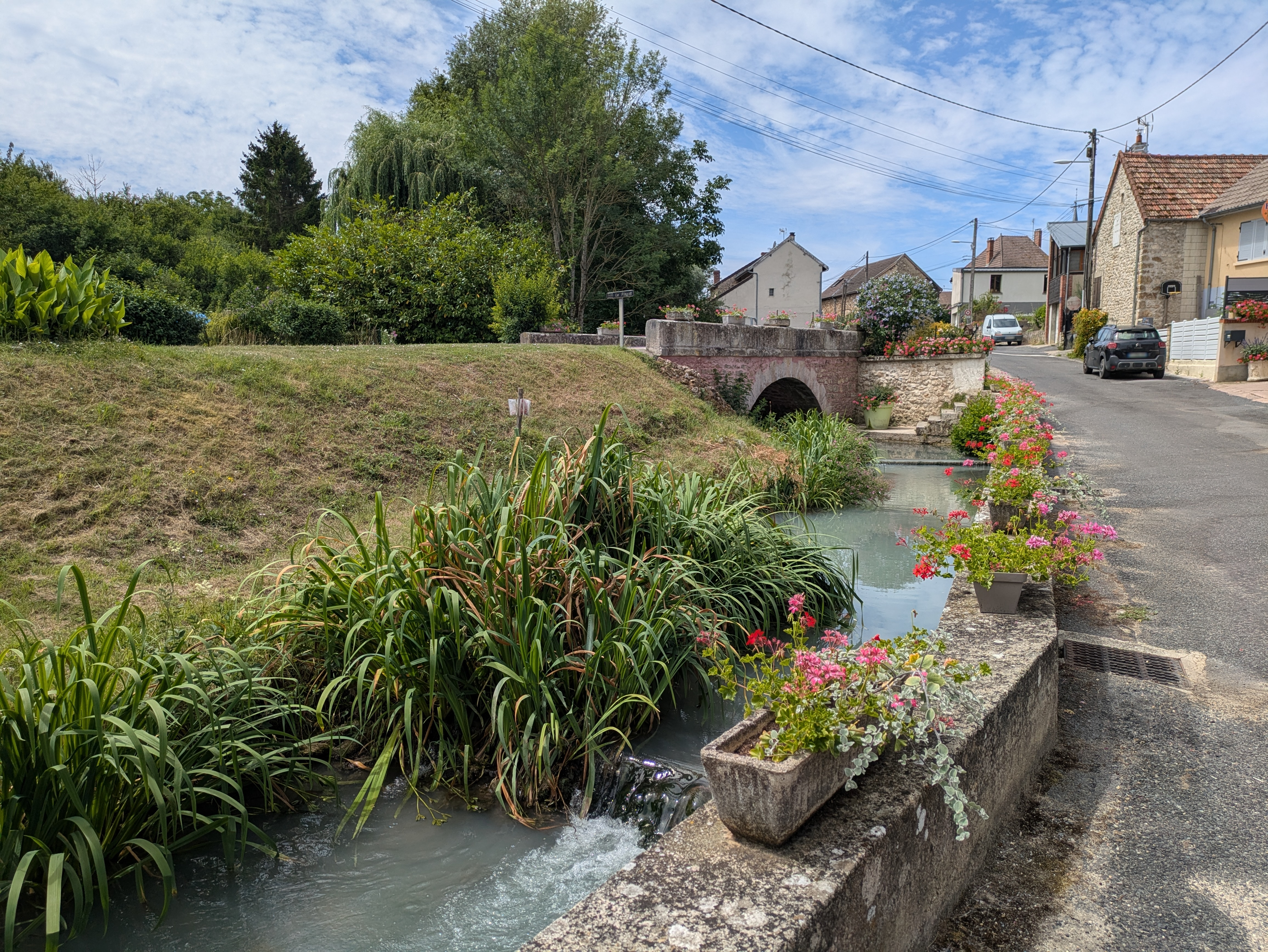
La rue du Flagot dans le village de Festigny.

La commune est dans la région hydrographique « la Seine de sa source au confluent de l'Oise (exclu) » au sein du bassin Seine-Normandie. Elle est drainée par le Flagot, le ru de Vassy, la Ravenne, le cours d'eau 01 de la commune de Boursault, le cours d'eau 01 du Bourgeon, le fossé 01 de la Calabre, le fossé 01 de l'Étang de la Petite Malneaue, le fossé 01 de l'Étang de Prot, le fossé 01 de l'Étang des Aubépines, le fossé 01 des Meulières, le ru du Rognon et le ruisseau de Neuville,.
Le Flagot, d'une longueur de 12 km, prend sa source dans la commune de Igny-Comblizy et se jette dans la Marne à Mareuil-le-Port, après avoir traversé quatre communes.
Divers plans d'eau complètent le réseau hydrographique : le Grand étang des Moines (2,1 ha), le Grand étang du Roi, d'une superficie totale de 39 ha (2,7 ha sur la commune), le Petit étang des Moines (1 ha), le Petit étang du Roi (12,2 ha), l'étang de la Grande Malneaue (25,5 ha), l'étang de la Petite Malneaue, d'une superficie totale de 7,1 ha (2,5 ha sur la commune), l'étang de Prot (6,4 ha), l'étang des Grand Moines (3,5 ha), l'étang d'Haniquet (10,7 ha) et l'étang du Bouchot (0,9 ha),.

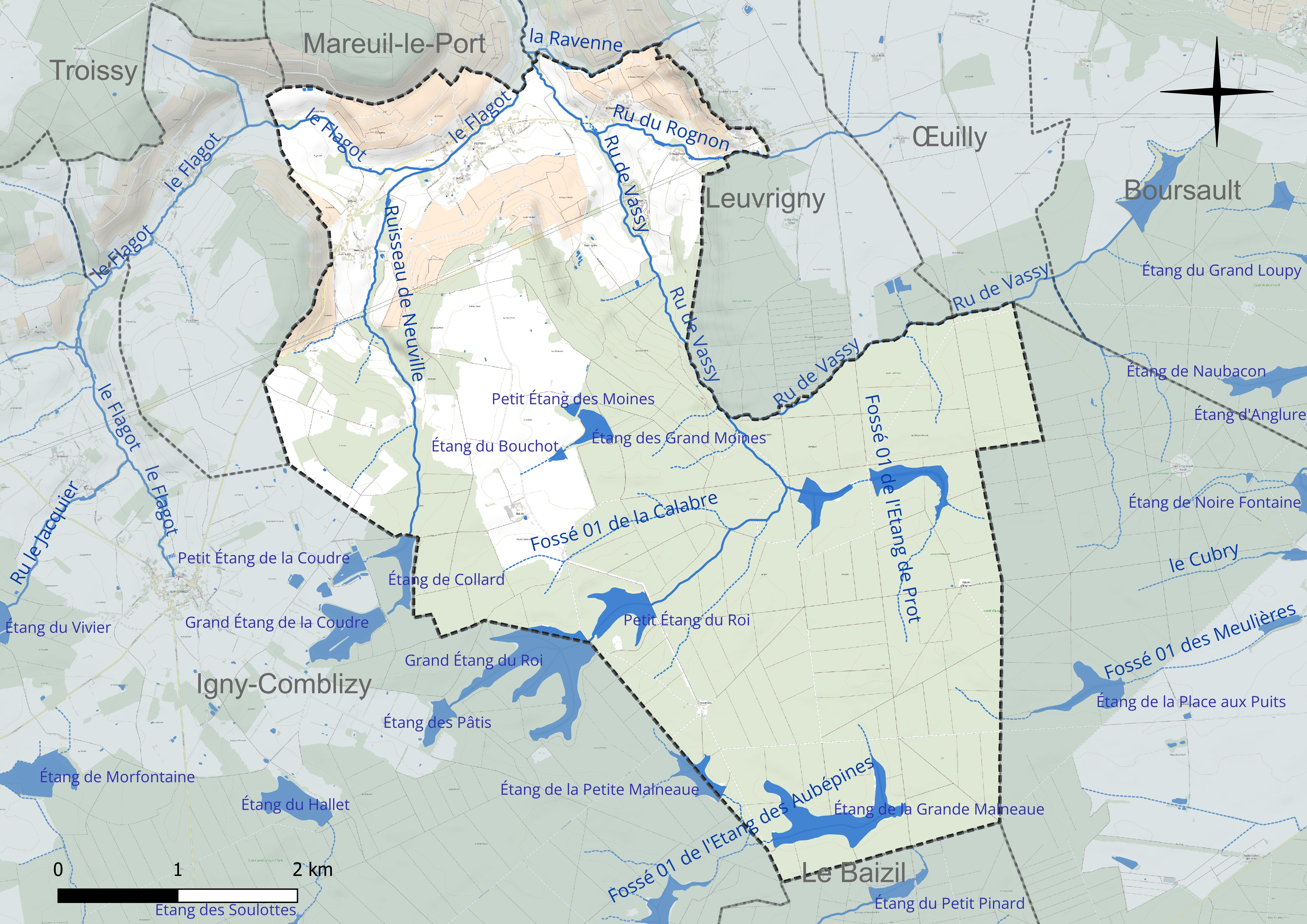
Réseau hydrographique de Festigny.

### Climat
Pour des articles plus généraux, voir Climat du Grand Est et Climat de la Marne.
En 2010, le climat de la commune est de type climat océanique dégradé des plaines du Centre et du Nord, selon une étude du Centre national de la recherche scientifique s'appuyant sur une série de données couvrant la période 1971-2000. En 2020, Météo-France publie une typologie des climats de la France métropolitaine dans laquelle la commune est exposée à un climat océanique altéré et est dans la région climatique  Nord-est du bassin Parisien, caractérisée par un ensoleillement médiocre, une pluviométrie moyenne régulièrement répartie au cours de l’année et un hiver froid (3 °C).
Pour la période 1971-2000, la température annuelle moyenne est de 11,1 °C, avec une amplitude thermique annuelle de 16,1 °C. Le cumul annuel moyen de précipitations est de 748 mm, avec 12,3 jours de précipitations en janvier et 8,5 jours en juillet. Pour la période 1991-2020, la température moyenne annuelle observée sur la station météorologique de Météo-France la plus proche, « Chambrecy-Civc », sur la commune de Chambrecy à 16 km à vol d'oiseau, est de 10,7 °C et le cumul annuel moyen de précipitations est de 734,0 mm. 
La température maximale relevée sur cette station est de 40,3 °C, atteinte le 25 juillet 2019 ; la température minimale est de −22,1 °C, atteinte le 17 janvier 1985,,.
Les paramètres climatiques de la commune ont été estimés pour le milieu du siècle (2041-2070) selon différents scénarios d'émission de gaz à effet de serre à partir des nouvelles projections climatiques de référence DRIAS-2020. Ils sont consultables sur un site dédié publié par Météo-France en novembre 2022.

### Milieux naturels et biodiversité

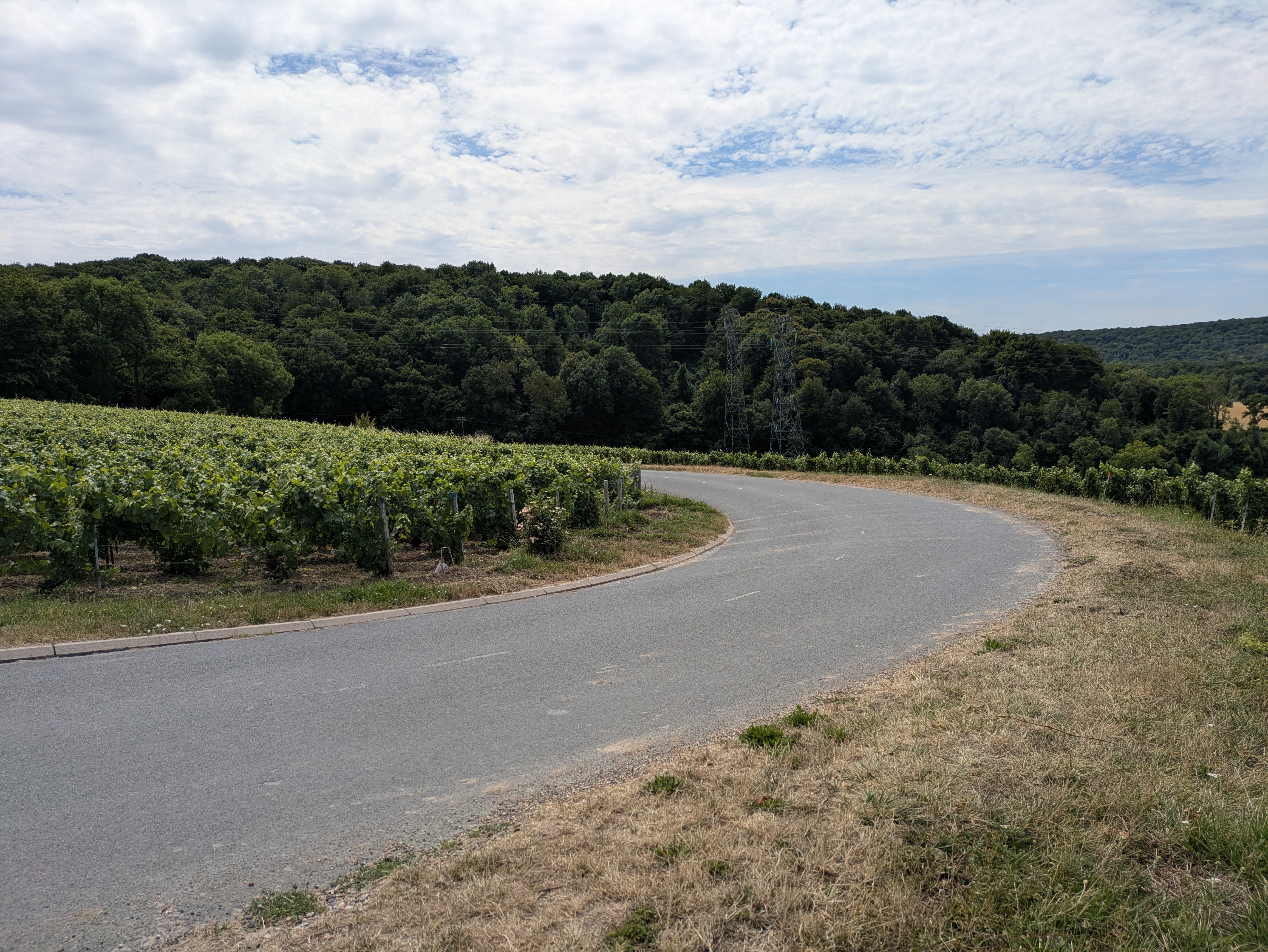
La route D 423 et le bois des Roches entre Festigny et Leuvrigny.

L'Inventaire national du patrimoine naturel (INPN) recense 688 espèces sur le territoire de la commune, dont 106 espèces protégées et 49 espèces menacées.
Festigny compte deux zones naturelles d'intérêt écologique, faunistique et floristique (ZNIEFF).
La ZNIEFF de type I du « bois des Roches à Festigny et Leuvrigny » s'étend sur 239 hectares entre Festigny et Leuvrigny. Elle comprend « différents groupements forestiers [qui] sont très représentatifs de la Brie champenoise » : une chênaie sessiliflore-charmaie neutrophile sur limon (plus acidophile par endroits), une chênaie sessiliflore-érablière de pente neutrophile à acidophile sur éboulis de meulière (rare dans la région) et une aulnaie marécageuse en fond de vallon, qui peut devenir une aulnaie-frênaie marécageuse sur tourbe dans ses pentes.
La ZNIEFF du bois des Roches et tout le sud-est du territoire communal font partie de la ZNIEFF de type II du « massif forestier et étangs associés entre Épernay, Vertus et Montmort-Lucy »,. Celle-ci regroupe de nombreux massifs forestiers et étangs au sud et à l'ouest d'Épernay, sur le plateau de la Brie champenoise. Sur le territoire de Festigny, une partie de la ZNIEFF (518 hectares) est également comprise dans une zone spéciale de conservation « massif forestier d'Épernay et étangs associés »  du réseau Natura 2000.

## Urbanisme

### Typologie
Au 1er janvier 2024, Festigny est catégorisée commune rurale à habitat dispersé, selon la nouvelle grille communale de densité à sept niveaux définie par l'Insee en 2022.
Elle est située hors unité urbaine et hors attraction des villes,.

### Occupation des sols
L'occupation des sols de la commune, telle qu'elle ressort de la base de données européenne d’occupation biophysique des sols Corine Land Cover (CLC), est marquée par l'importance des forêts et milieux semi-naturels (64,1 % en 2018), une proportion identique à celle de 1990 (64,1 %). La répartition détaillée en 2018 est la suivante : forêts (60,9 %), terres arables (11,9 %), cultures permanentes (8,2 %), zones agricoles hétérogènes (7,4 %), prairies (5,5 %), milieux à végétation arbustive et/ou herbacée (3,2 %), eaux continentales (1,6 %), zones urbanisées (1,3 %).
L'évolution de l’occupation des sols de la commune et de ses infrastructures peut être observée sur les différentes représentations cartographiques du territoire : la carte de Cassini (XVIIIe siècle), la carte d'état-major (1820-1866) et les cartes ou photos aériennes de l'IGN pour la période actuelle (1950 à aujourd'hui).

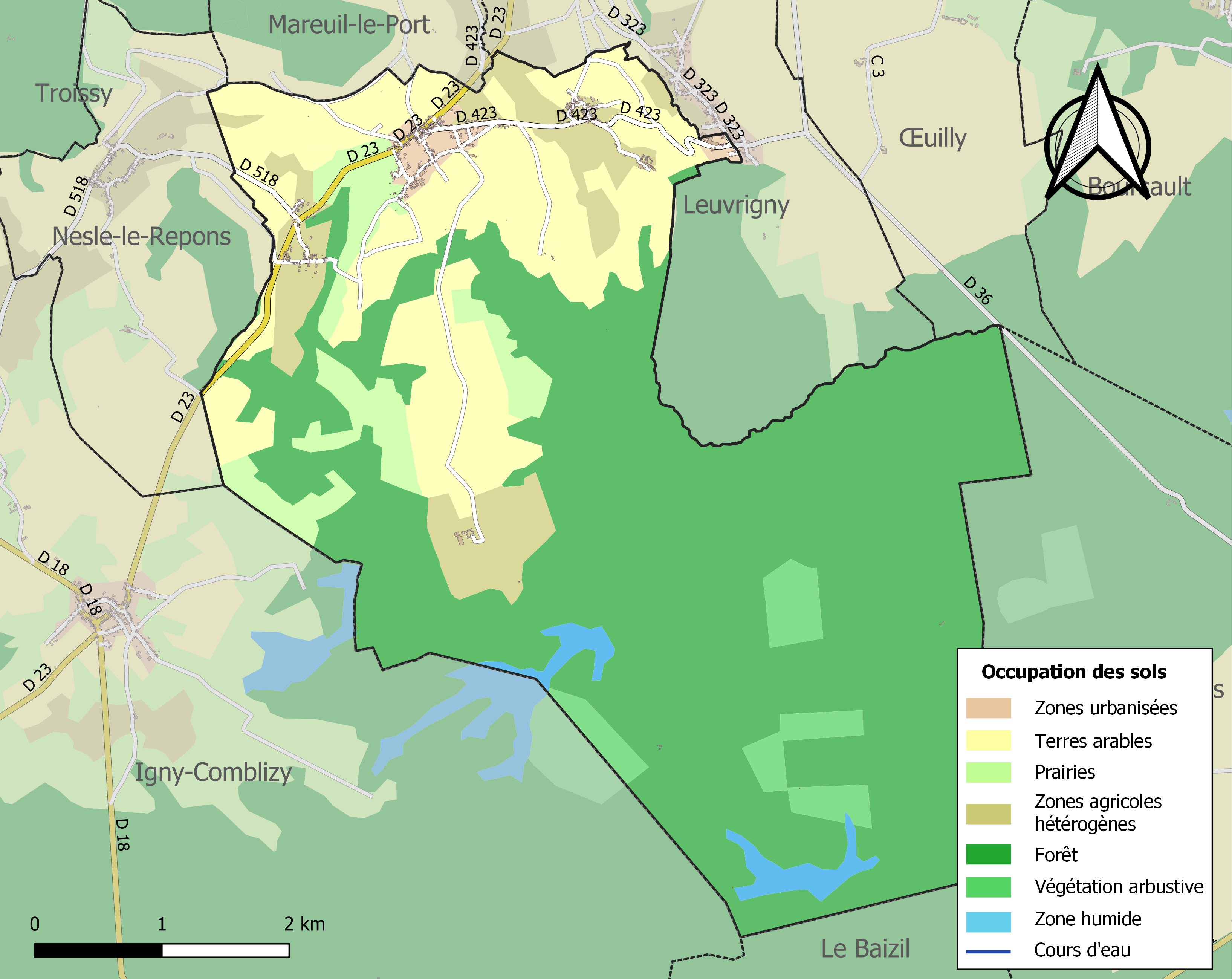
Carte des infrastructures et de l'occupation des sols de la commune en 2018 (CLC).

### Morphologie rurale, hameaux et écarts
Le bourg de Festigny est composé de bâtiments plus anciens en pierre meulière, construits en alignement de la rue. Il s'est par la suite développé le long des axes de communication existants (comme par exemple la rue du Mesnil). Ces nouvelles constructions adoptent généralement un style pavillonnaire.
Outre le bourg de Festigny, la commune comprend deux hameaux principaux, le Mesnil le Huttier à l'est et Neuville à l'ouest,, ainsi que plusieurs écarts et fermes isolées : Beaurepaire, Bel-Air, la Boulonnerie, la Rue, le Vivier,, une partie du Chêne-la-Reine (principalement situé à Leuvrigny) et deux écarts dans la forêt d'Enghien (Maison d'Enghien et Châlet Alix).

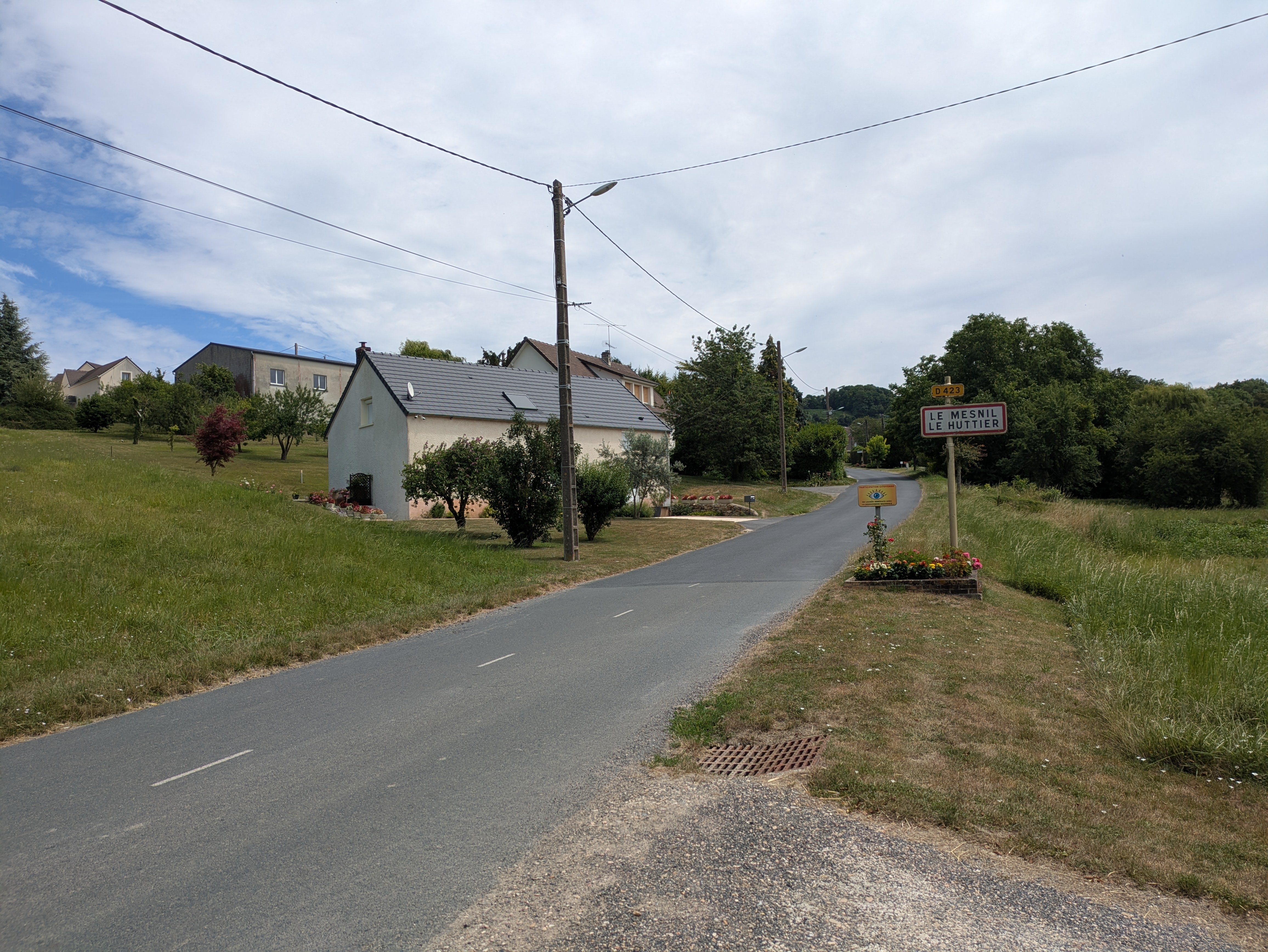
Le Mesnil le Huttier.
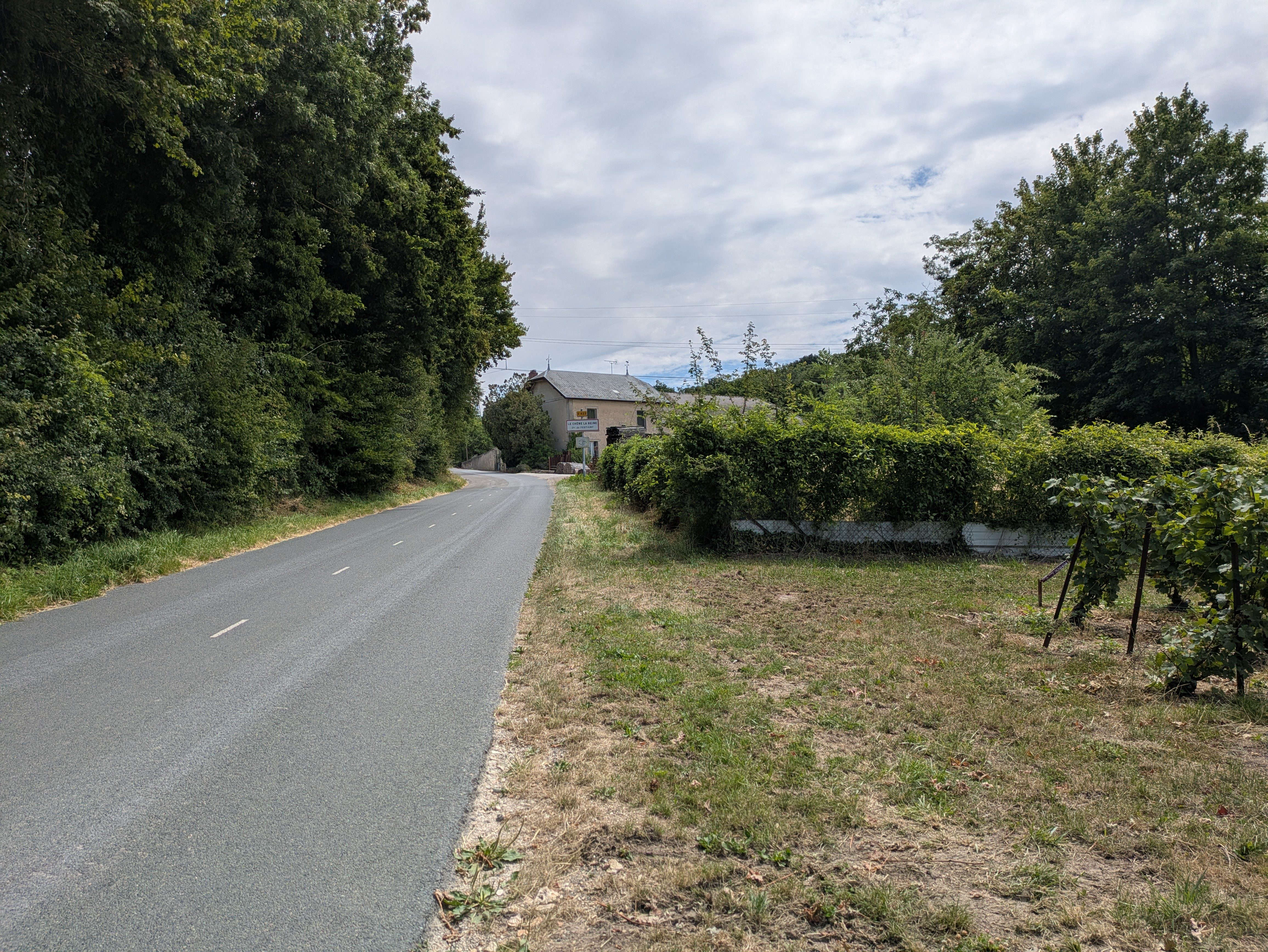
Le Chêne la Reine.
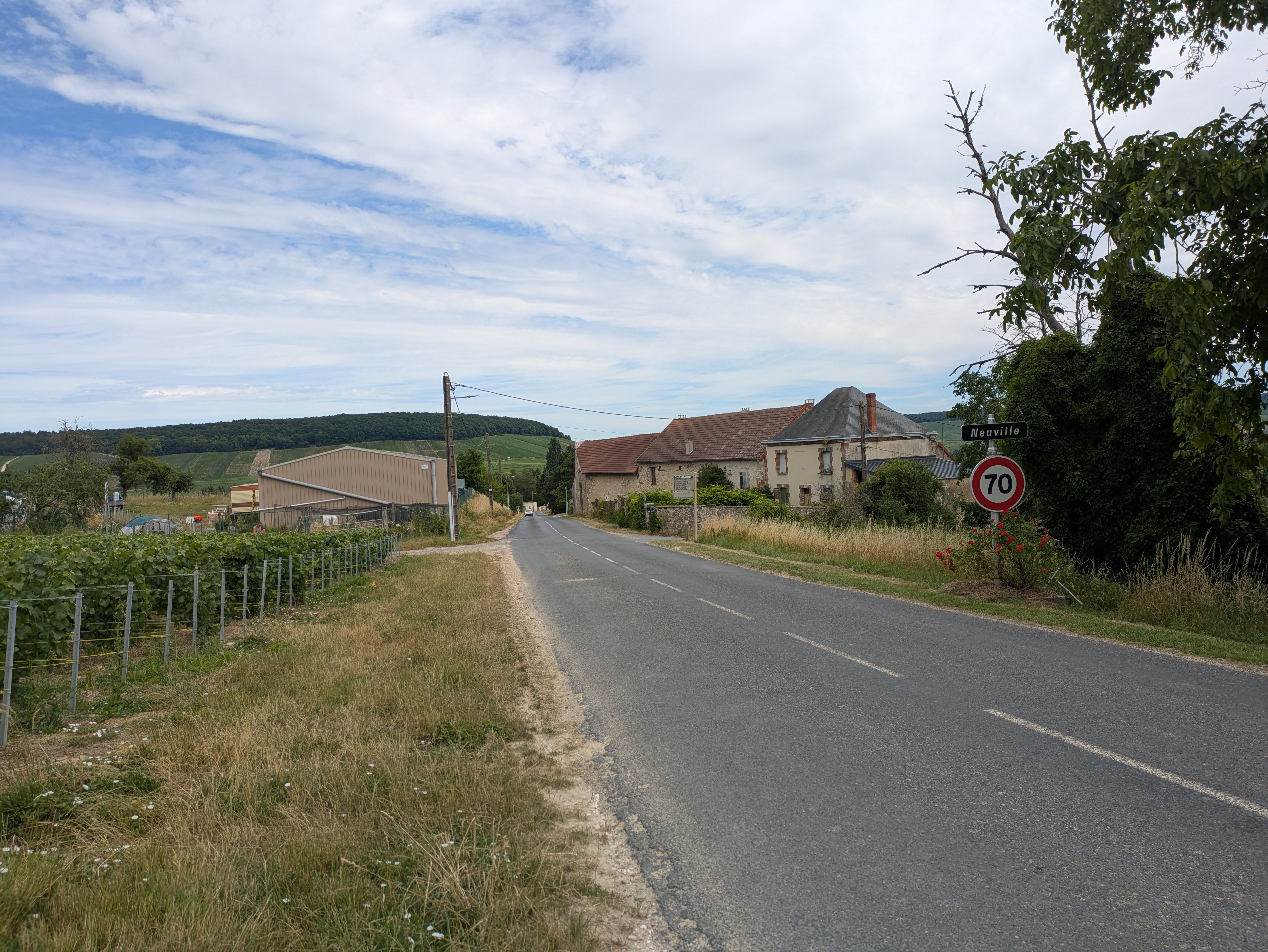
Neuville.
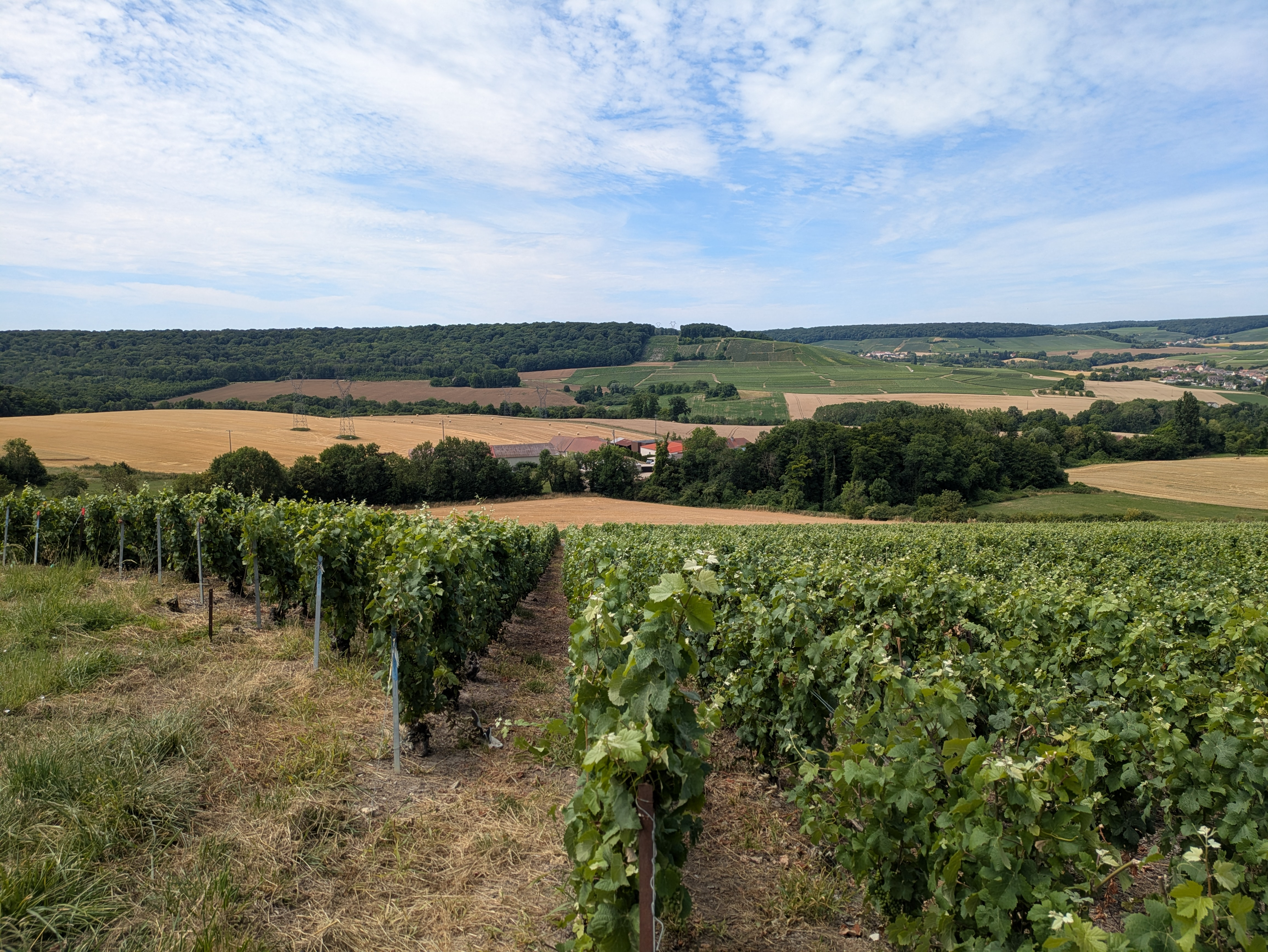
La Boulonnerie.

### Planification
Les règles d'urbanisme sur le territoire de Festigny sont déterminées par le schéma de cohérence territoriale d'Épernay et sa Région (SCoTER) approuvé le 5 décembre 2018 et par le plan local d'urbanisme (PLU) de la commune adopté le 3 mars 2020.

### Habitat et logement
En 2021, Festigny compte 231 logements. Ces logements sont presque exclusivement des maisons ; la commune ne comptant que 2 appartements. En raison de la prévalence des maisons, les résidences principales de Festigny disposent en moyenne de 5,6 pièces.
Le tableau ci-dessous présente une comparaison de quelques indicateurs chiffrés du logement pour Festigny, la communauté de communes des Paysages de la Champagne (CCPC), le département de la Marne et la France entière :
|                                                            | Festigny | CCPC   | Marne   | France     |
| ---------------------------------------------------------- | -------- | ------ | ------- | ---------- |
| Ensemble des logements                                     | 231      | 11 470 | 300 919 | 37 155 918 |
| Part des résidences principales (en %)                     | 78,8     | 80,9   | 87,5    | 82,2       |
| Part des résidences secondaires (en %)                     | 4,8      | 5,8    | 3,4     | 9,7        |
| Part des logements vacants (en %)                          | 16,5     | 13,4   | 9,1     | 8,1        |
| Part des propriétaires de leur résidence principale (en %) | 86,9     | 76,4   | 52,2    | 57,5       |

À Festigny, en 2021, 78,8 % des logements sont des résidences principales, 4,8 % des résidences secondaires et 16,5 % des logements vacants. Par ailleurs, 86,9 % des ménages sont propriétaires de leur résidence principale. Festigny se démarque alors par un nombre supérieur à la moyenne de logements vacants et de ménages propriétaires de leur résidence principale.
Parmi les 182 résidences principales construites avant 2019, 23,1 % avaient été construites avant 1919, 7,6 % entre 1919 et 1945, 13,8 % entre 1946 et 1970, 35,3 % entre 1971 et 1990, 13,2 % entre 1991 et 2005 et 7 % entre 2006 et 2018.
Le tableau ci-dessous présente l'évolution du nombre de logements sur le territoire de la commune, par catégorie, depuis 1968 :
|                        | 1968 | 1975 | 1982 | 1990 | 1999 | 2010 | 2015 | 2021 |
| ---------------------- | ---- | ---- | ---- | ---- | ---- | ---- | ---- | ---- |
| Résidences principales | 137  | 148  | 153  | 175  | 173  | 179  | 182  | 182  |
| Résidences secondaires | 7    | 14   | 24   | 25   | 19   | 13   | 13   | 11   |
| Logements vacants      | 20   | 17   | 26   | 23   | 19   | 35   | 32   | 38   |
| Total                  | 164  | 179  | 203  | 223  | 211  | 227  | 227  | 231  |

### Voies de communication et transports

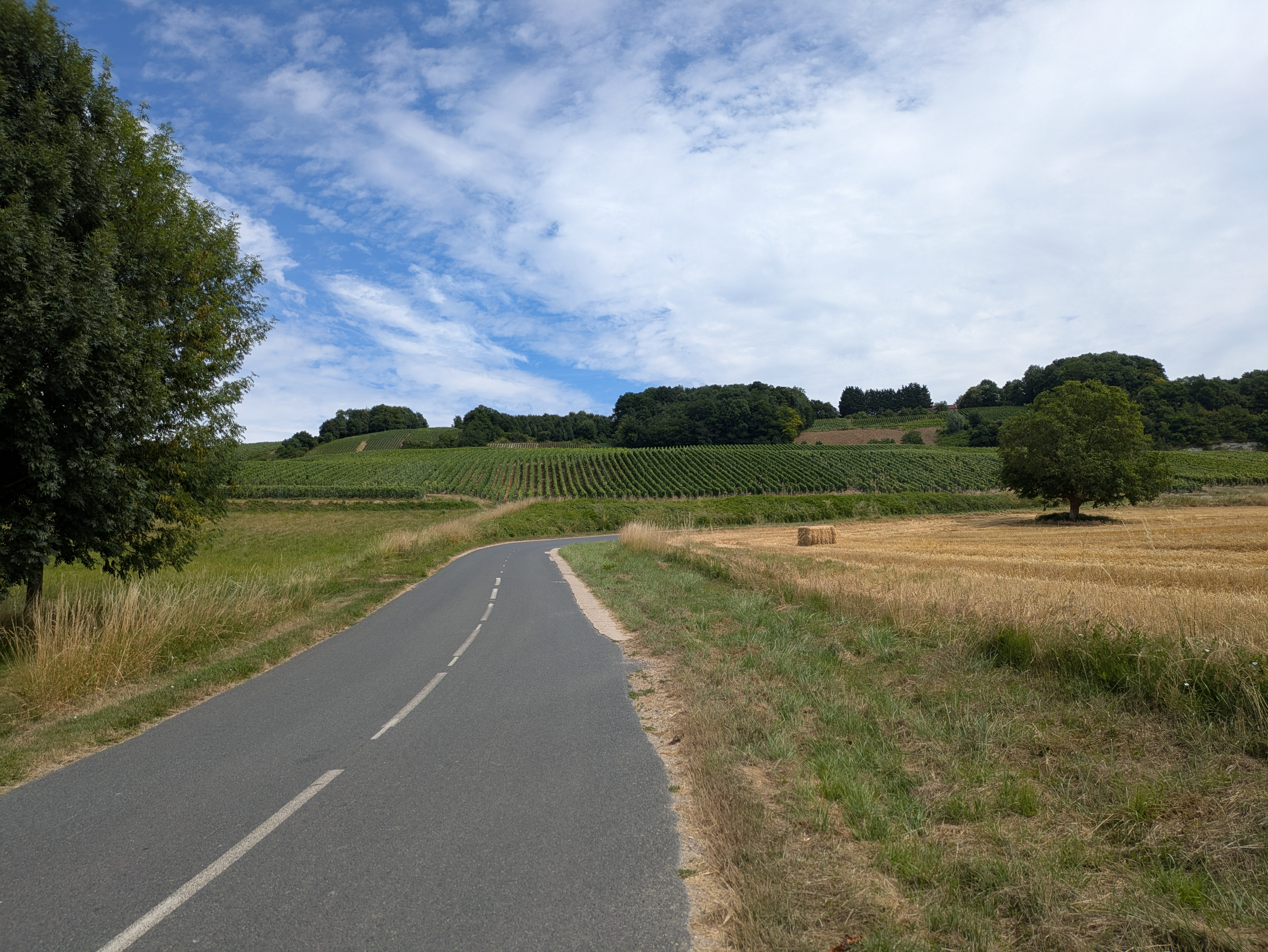
La D 423 à la sortie du Mesnil le Huttier, en direction du Chêne la Reine.

La principale route de la commune est la route départementale 23, qui traverse le village de Festigny en provenance de Leuvrigny et Mareuil-le-Port au nord et en direction d'Igny-Comblizy au sud-ouest. Festigny est également reliée à Nesle-le-Repons à l'ouest par la RD518 et au Chêne la Reine (Leuvrigny) à l'est par la RD423.
La gare ferroviaire la plus proche est la gare de Dormans.

### Risques naturels et technologiques
Le territoire de Festigny est vulnérable à différents risques naturels et technologiques. La commune est dans l'obligation d'élaborer et publier un document d'information communal sur les risques majeurs ainsi qu'un plan communal de sauvegarde.
La commune est concernée par les risques de mouvements de terrain, des glissements de terrain pouvant se produire sur les coteaux au nord de la commune. Festigny est comprise dans le périmètre du plan de prévention des risques « glissement de terrain de la Côte d'Ile-de-France - secteur de la vallée de la Marne tranche 3 » approuvé en 2014.
Festigny est affectée par le phénomène de retrait-gonflement des argiles (risque fort).
La commune également concernée par le risque d'inondation par remontée de nappe. La commune a fait l'objet de plusieurs arrêtés reconnaissant l'état de catastrophe naturelle pour des inondations et/ou coulées de boue (en 1983, 1988, 1999, 2000 et 2006).
Le risque sismique est très faible sur son territoire. De même, le potentiel radon de la commune est faible.
Festigny compte par ailleurs un site potentiellement concerné par la pollution des sols, un ancien dépôt de sulfure de carbone au lieu-dit les Écoëttes.

## Toponymie

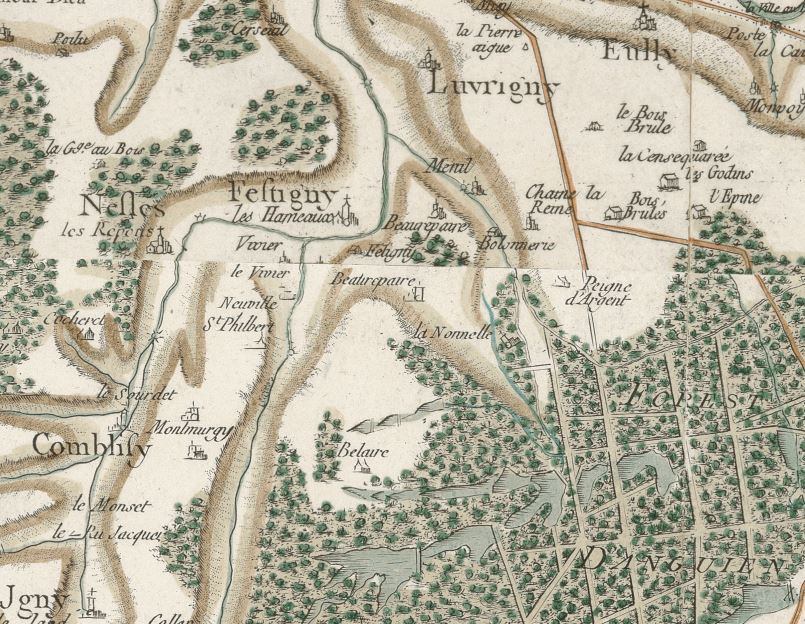
Festigny-les-Hameaux sur la carte de Cassini.

Le nom de la localité est attesté sous les formes Festiniacum (1158) ; Festeigniacum (1170) ; Festigni (vers 1222) ; Feteigny (vers 1300) ; Festegny (1358) ; Fetigniacum (1369) ; Festigny (1397) ; Fetigny (1419) ; Fetigny lez Ygny-le-Jard (1494) ; Futigny (1510) ; Fistigny (1549) ; Festigny-les-Hameaux (XVIIIe siècle) ; Festigniacum (1783).
Le toponyme Festigny-les-Hameaux figurant sur la carte de Cassini fait référence aux nombreux hameaux et écarts entourant alors le village : Beaurepaire, Bel-Air, la Boulonnerie, les Échenaux, Fontenay, Maison-d'Enghien, le Mesnil-Hutier, la Neuville, la Nonnelle, la Rue ou encore le Vivier.
Parmi les deux principaux hameaux de Festigny, la Neuville est connue sous les formes Nova Villa (1145), Neufville-lez-Festigny (1511) et Neuville (1768). Le hameau le Mesnil le Hutier est également ancien, attesté sous les formes Mesnil, Maisni (vers 1222) ; le Maisnil en la perroiche de Festigny (1356) ; le Maignil, le Mesnil, le Magnil (1397) ; le Mesnyl-Luitier (1504) ; le Maigny-Huitier (1510) ; Mesnil-Huytier (1530) ; Mesnil-Hutier (1634) ; le Menil-Huttier (1774) et finalement le Mesnil-le-Hutier (1862).

## Histoire
La commune dépendait, jusqu'à la Révolution du présidial de Château-Thierry et de la coutume de Vitry. La cure dépendait du monastère d'Hautvillers qui en était aussi le décimateur.
Durant la Seconde Guerre mondiale, le plateau de Bel-Air (au sud de Festigny) est un lieu d’atterrissage pour des soldats alliés parachutés.

## Politique et administration

### Rattachements administratifs et électoraux

#### Rattachements administratifs
La commune se trouve dans l'arrondissement d'Épernay au sein du département de la Marne et de la région Grand Est.
Elle faisait partie depuis 1793 du canton de Dormans. Dans le cadre du redécoupage cantonal de 2014 en France, cette circonscription administrative territoriale a disparu, et le canton n'est plus qu'une circonscription électorale.

#### Rattachements électoraux
Pour les élections départementales, la commune fait partie depuis 2014 du canton de Dormans-Paysages de Champagne.
Pour l'élection des députés, elle fait partie de la troisième circonscription de la Marne.

### Intercommunalité

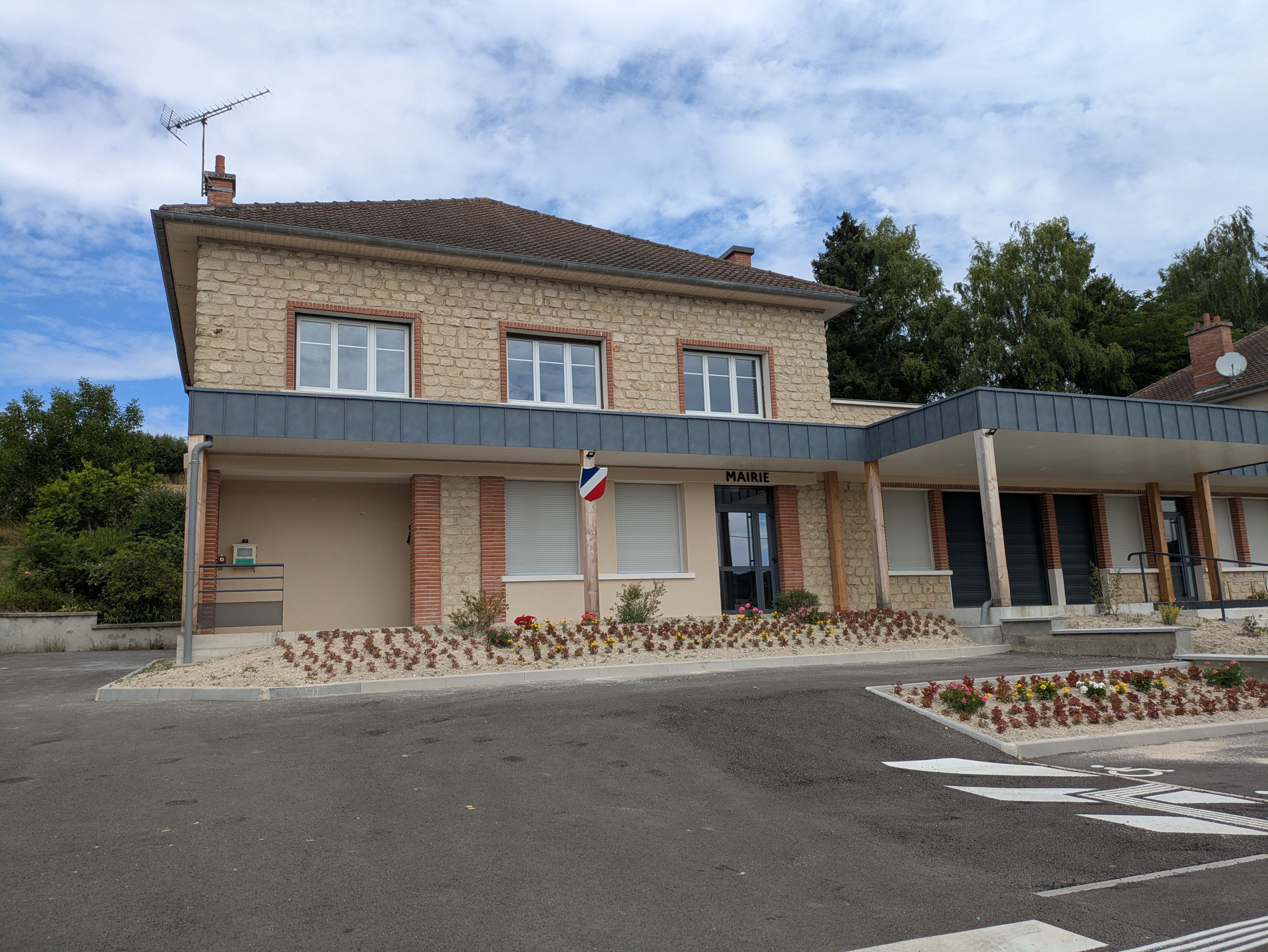
La mairie de Festigny.

Festigny était membre de la communauté de communes des Coteaux de la Marne, un établissement public de coopération intercommunale (EPCI) à fiscalité propre créé en 1997 et auquel la commune avait transféré un certain nombre de ses compétences, dans les conditions déterminées par le Code général des collectivités territoriales.
Dans le cadre des dispositions de la loi portant nouvelle organisation territoriale de la République du 7 août 2015, qui prévoit que les établissements publics de coopération intercommunale (EPCI) à fiscalité propre doivent avoir un minimum de 15 000 habitants, cette intercommunalité a fusionné avec ses voisines pour former, le 1er janvier 2017, la communauté de communes des Paysages de la Champagne, dont est désormais membre la commune.
Festigny est par ailleurs membre d'un EPCI sans fiscalité propre, le SIVU scolaire de Mareuil-le-Port.

### Liste des maires
| Période                                  | Période                      | Identité      | Étiquette | Qualité                         |
| ---------------------------------------- | ---------------------------- | ------------- | --------- | ------------------------------- |
| Les données manquantes sont à compléter. |                              |               |           |                                 |
| 1983                                     | En cours (au 4 juillet 2014) | Gérard Callot |           | Réélu pour le mandat 2014-2020, |

### Jumelages
- Essenheim (Allemagne), depuis 1978, en association avec deux autres villages de la vallée de la Marne : Boursault et Châtillon-sur-Marne (un quatrième village, Verneuil, s'est désengagé du jumelage)[39].

## Équipements et services publics

### Eau et déchets
L'approvisionnement en eau potable et l'assainissement des eaux usées sont des compétences de la communauté de communes des Paysages de la Champagne. La commune de Festigny est alimentée en eau potable par la source de Fontenay, située sur son territoire. La production et la distribution d'eau potable font l'objet d'une délégation de service public confiée à Suez jusqu'en 2029. L'assainissement y est non collectif et assuré en régie par la communauté de communes. Il existe toutefois un projet d'assainissement collectif pour le bourg et le Mesnil le Huttier.
La communauté de communes est également compétente en matière de déchets. La collecte des ordures ménagères résiduelles et des déchets recyclables est réalisée en porte à porte. La communauté de commune adhérant au syndicat de valorisation des ordures ménagères de la Marne (SYVALOM), ces déchets sont amenés au centre de transfert départemental de Pierry puis valorisés sur le site de La Veuve. La collecte du verre et des textiles se fait en apport volontaire. La communauté de communes met par ailleurs six déchèteries à disposition de ses habitants, accessibles après création d'une carte d'accès : à Châtillon-sur-Marne, Damery-Venteuil, Fèrebrianges, Mareuil-le-Port, Montmort-Lucy et Trélou-sur-Marne.

### Enseignement

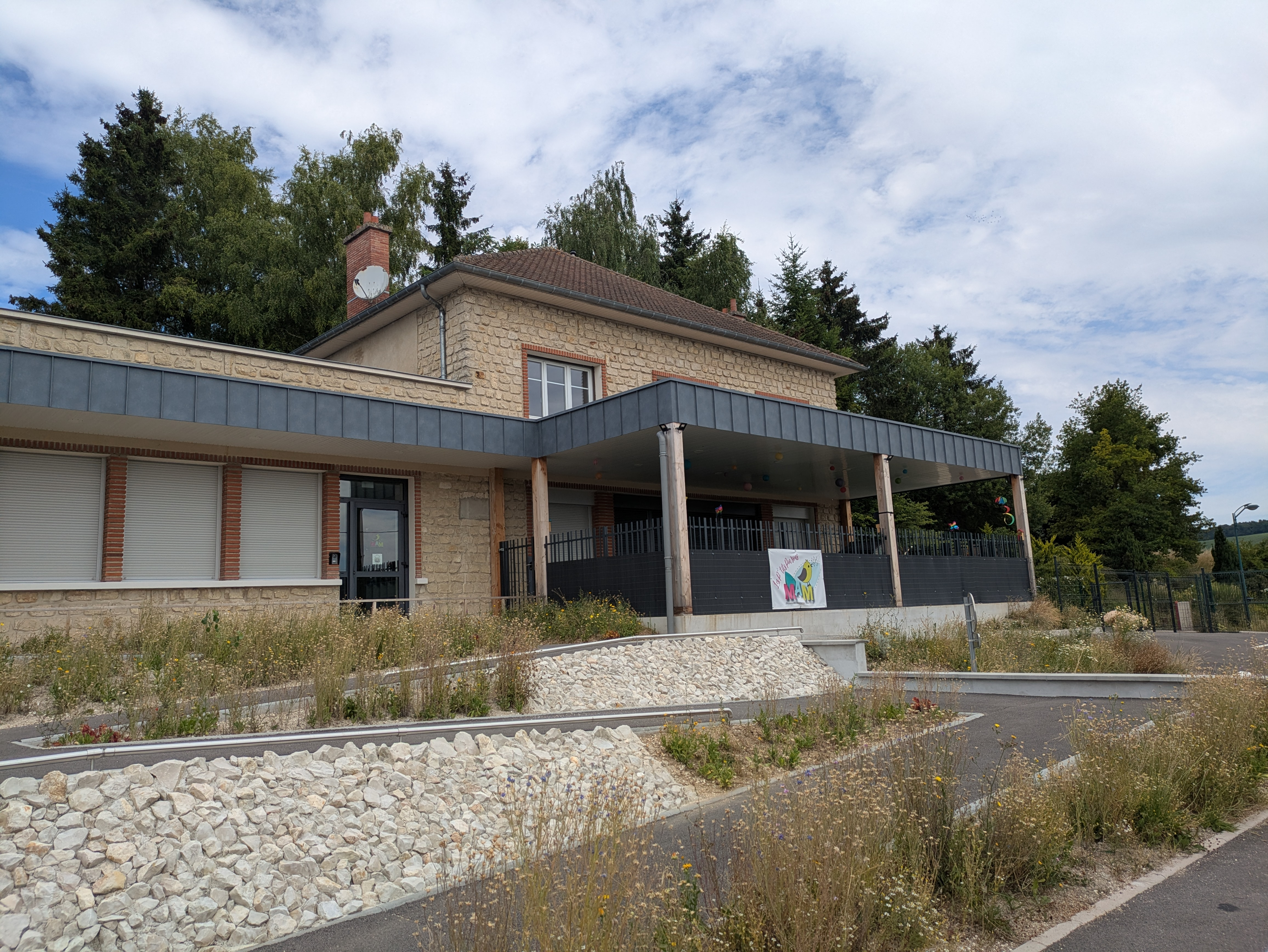
L'ancienne école de Festigny.

Festigny fait partie de l'académie de Reims.
En 2019, le regroupement pédagogique de Leuvrigny-Festigny disparaît de la carte scolaire, entraînant la fermeture de l'école de la commune. Depuis, Festigny dépend de l'école primaire  de Mareuil-le-Port. Inaugurée en 2017, l'école de Mareuil-le-Port est installée rue du Professeur Nicaise et accueille 150 élèves de maternelle et d'élémentaire (chiffres 2024-2025).
Les jeunes de Festigny sont ensuite rattachés au collège Professeur-Nicaise de Mareuil-le-Port et au lycée Stéphane-Hessel d'Épernay.
L'ancienne école de Festigny accueille des assistantes maternelles depuis 2024.

### Postes et télécommunications

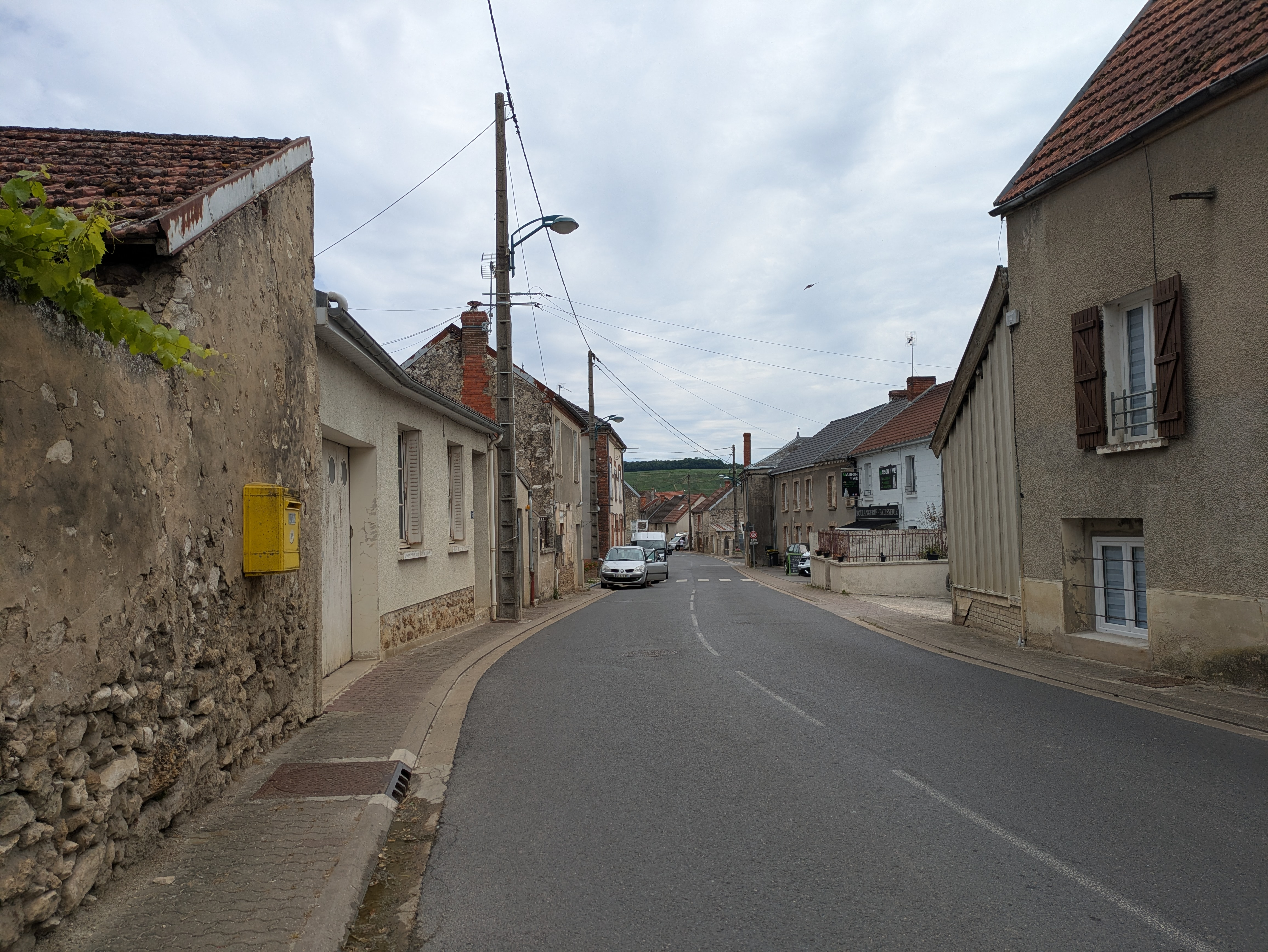
La rue de la République et sa boîte aux lettres.

Deux boîtes aux lettres de La Poste se trouvent sur le territoire de la commune : l'une rue de la République dans le village de Festigny ; l'autre rue Saint-Blaise à Neuville. Le bureau de poste le plus proche est situé à Port-à-Binson, à environ 3 km de Festigny.

### Justice, sécurité et secours
Du point de vue judiciaire, Festigny relève du conseil de prud'hommes d'Épernay, du tribunal de commerce de Reims, du tribunal judiciaire, du tribunal paritaire des baux ruraux et du tribunal pour enfants de Châlons-en-Champagne, dans le ressort de la cour d'appel de Reims. Pour le contentieux administratif, la commune dépend du tribunal administratif de Châlons-en-Champagne et de la cour administrative d'appel de Nancy.
Festigny est située en secteur Gendarmerie nationale et dépend de la brigade de Dormans.
En matière d'incendie et de secours, le centre d'incendie et de secours le plus proche est celui de Dormans, dépendant du Service départemental d'incendie et de secours (SDIS) de la Marne. La commune accueille l'unité opérationnelle de secours de Festigny qui compte 8 sapeurs-pompiers volontaires intercommunaux suppléant les pompiers professionnels du SDIS.

## Population et société

### Démographie
L'évolution du nombre d'habitants est connue à travers les recensements de la population effectués dans la commune depuis 1793. Pour les communes de moins de 10 000 habitants, une enquête de recensement portant sur toute la population est réalisée tous les cinq ans, les populations de référence des années intermédiaires étant quant à elles estimées par interpolation ou extrapolation. Pour la commune, le premier recensement exhaustif entrant dans le cadre du nouveau dispositif a été réalisé en 2008.

En 2022, la commune comptait 392 habitants, en évolution de −2,97 % par rapport à 2016 (Marne : −1,19 %, France hors Mayotte : +2,11 %).
| 1793 | 1800 | 1806 | 1821 | 1831 | 1836 | 1841 | 1846 | 1851 |
| ---- | ---- | ---- | ---- | ---- | ---- | ---- | ---- | ---- |
| 439  | 464  | 502  | 537  | 588  | 611  | 601  | 628  | 578  |

| 1856 | 1861 | 1866 | 1872 | 1876 | 1881 | 1886 | 1891 | 1896 |
| ---- | ---- | ---- | ---- | ---- | ---- | ---- | ---- | ---- |
| 545  | 584  | 581  | 589  | 617  | 610  | 629  | 673  | 659  |

| 1901 | 1906 | 1911 | 1921 | 1926 | 1931 | 1936 | 1946 | 1954 |
| ---- | ---- | ---- | ---- | ---- | ---- | ---- | ---- | ---- |
| 646  | 627  | 562  | 551  | 510  | 504  | 452  | 471  | 445  |

| 1962 | 1968 | 1975 | 1982 | 1990 | 1999 | 2006 | 2008 | 2013 |
| ---- | ---- | ---- | ---- | ---- | ---- | ---- | ---- | ---- |
| 428  | 408  | 394  | 407  | 444  | 405  | 393  | 389  | 405  |

| 2018 | 2022 | - | - | - | - | - | - | - |
| ---- | ---- | - | - | - | - | - | - | - |
| 394  | 392  | - | - | - | - | - | - | - |

### Sports et loisirs
Festigny compte deux salles communales.
La commune ne compte aucun équipement sportif.

### Cultes
Pour le culte catholique, Festigny dépend de la paroisse Saint-Hildegrin - Vallée de la Marne au sein du diocèse de Châlons-en-Champagne.

### Médias
La presse écrite régionale comprend le quotidien L'Union et l'hebdomadaire L'Hebdo du vendredi.
Parmi les stations de radio locales, il est possible de citer Ici Champagne-Ardenne et Champagne FM.

## Économie

### Revenus de la population et fiscalité
En 2021, la commune compte 179 ménages fiscaux, regroupant 392 personnes.
Le revenu disponible par unité de consommation est alors de 25 510 €, supérieur à celui de la communauté de communes des Paysages de la Champagne (24 050 €), du département de la Marne (22 830 €) et de la France métropolitaine (23 080 €).
Pour des raisons de secret statistique, le taux de pauvreté à Festigny n'est pas communiqué par l'Insee.

### Emploi
Festigny appartient à la zone d'emploi d'Épernay.
En 2021, le taux d'activité des 15-64 ans est de 81,2 %, supérieur à celui de la communauté de communes (79,7 %), du département (74 %) et de la France métropolitaine (74,9 %). Pour cette même catégorie de population, le taux de chômage est de 8,1 % contre 8 % pour la communauté de communes, 12,1 % pour la Marne et 11,7 % pour la France métropolitaine.
En 2021, Festigny compte 149 emplois, dont 57,3 % de salariés et 42,7 % de non-salariés. Avec 172 actifs y résidant, la commune a alors un indicateur de concentration d'emploi de 86,8. Dans les faits, 51,9 % des actifs résidant à Festigny y travaillent tandis que 48,1 % travaillent dans une autre commune.

### Entreprises, commerces et agriculture
En 2022, la commune compte 32 établissements économiquement actifs (hors agriculture). La boulangerie est en 2020 le seul commerce présent à Festigny.
En 2020, Festigny compte 74 exploitations agricoles, pour une surface agricole utilisée de 805 hectares et 140 emplois à temps plein. Selon l'Agreste, la production agricole de la commune est spécialisée dans la viticulture. En effet, Festigny fait partie des appellations d'origine contrôlée « champagne » et « coteaux-champenois ». La commune compte quelques exploitations agricoles non spécialisées dans la viticulture, notamment des élevages de bovins.

## Culture locale et patrimoine

### Lieux et monuments

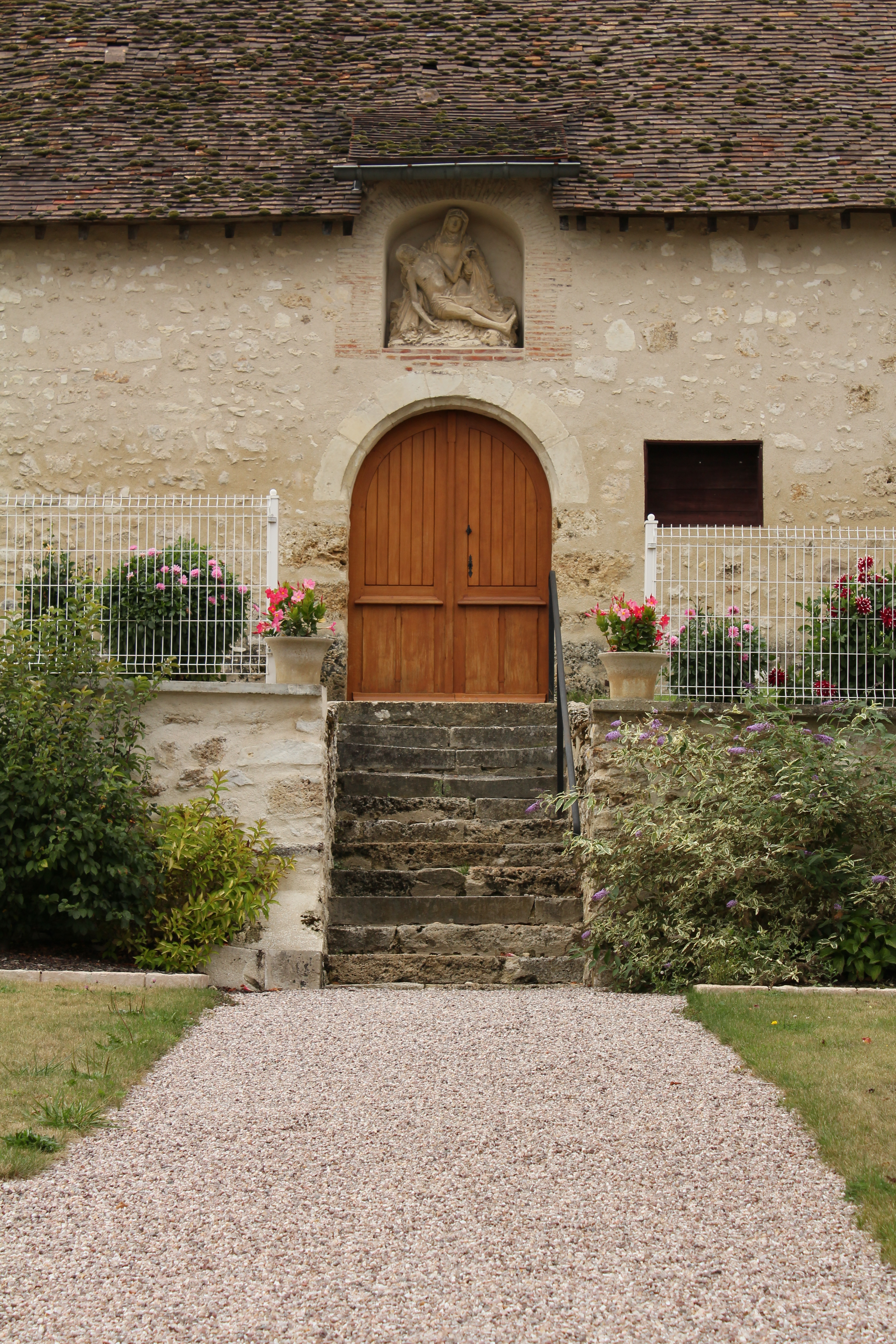
La Vierge de Pitié de l'église Saint-Laurent.

L'église Saint-Laurent, datant principalement des XIIe, XIIIe et XVIe siècles, est classée monument historique depuis le 7 septembre 1921,. Dans une niche, à l'extérieur de l'édifice, se trouve une sculpture en pierre du XIVe siècle de la Vierge de Pitié inscrite monument historique en tant qu'objet.
À l'intérieur de l'église Saint-Laurent, plusieurs objets sont également classés ou inscrits au titre des monuments historiques : le maître-autel du XVIIIe siècle avec son retable et ses deux tableaux de saint Laurent et saint Étienne ; la clôture d'autel du XIXe siècle ; une statue en pierre de saint Laurent ; trois peintures murales de saint Michel et sainte Catherine du XVe siècle,.
Outre l'église Saint-Laurent, la commune compte également :
- un lavoir, situé rue de la République ;
- un monument aux morts.

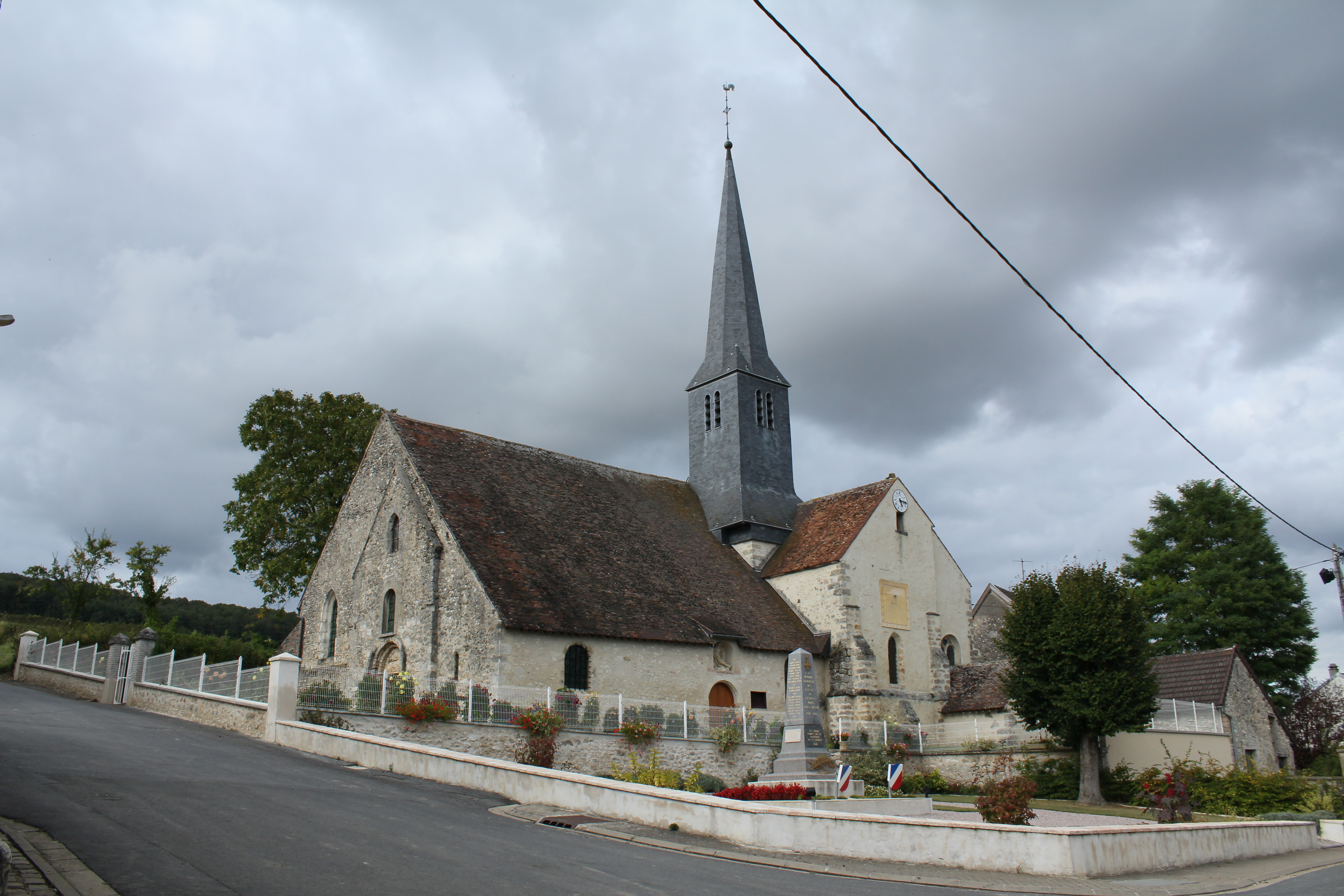
Vue de l'église Saint-Laurent.
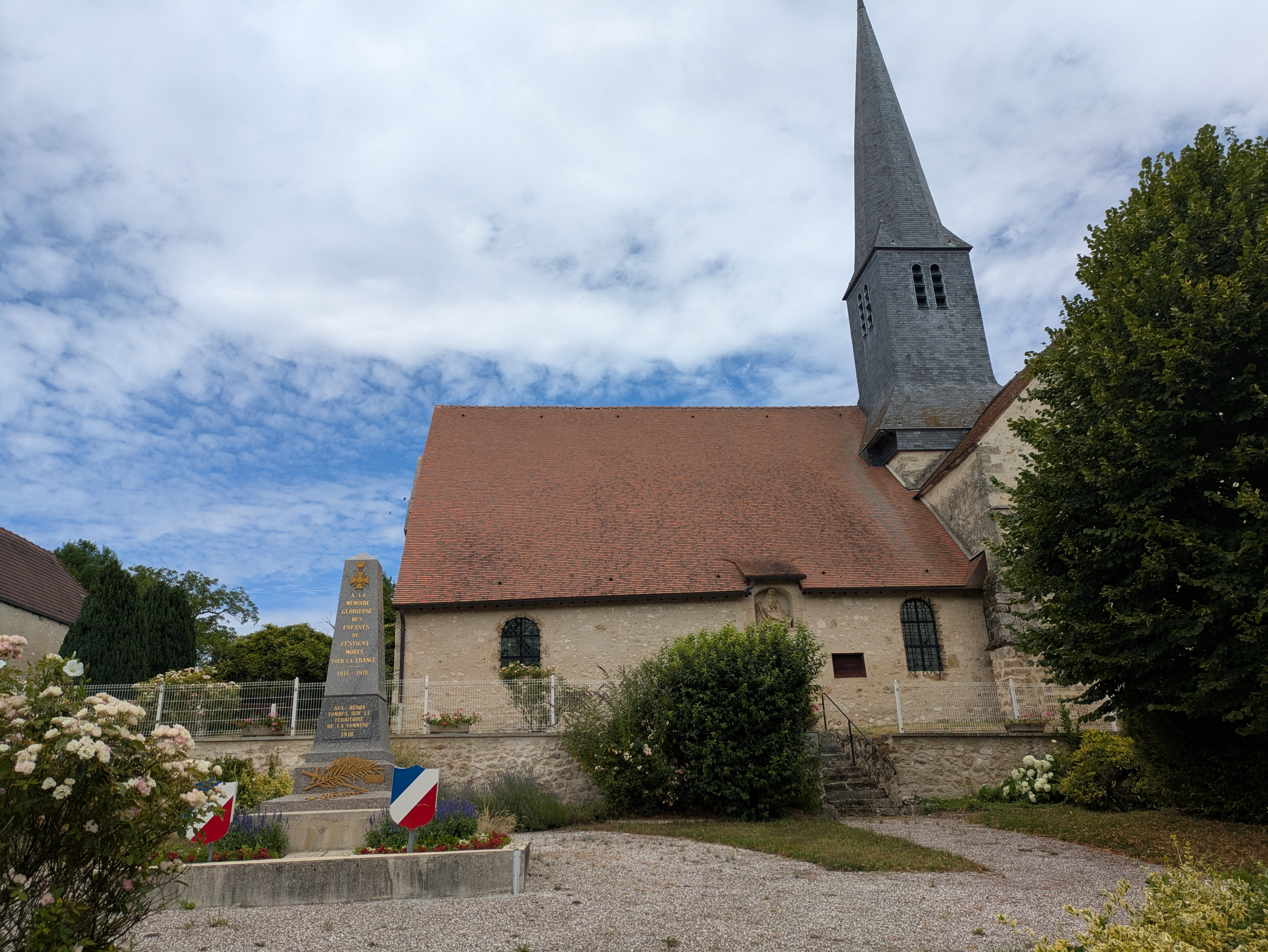
L'église et le monument aux morts.
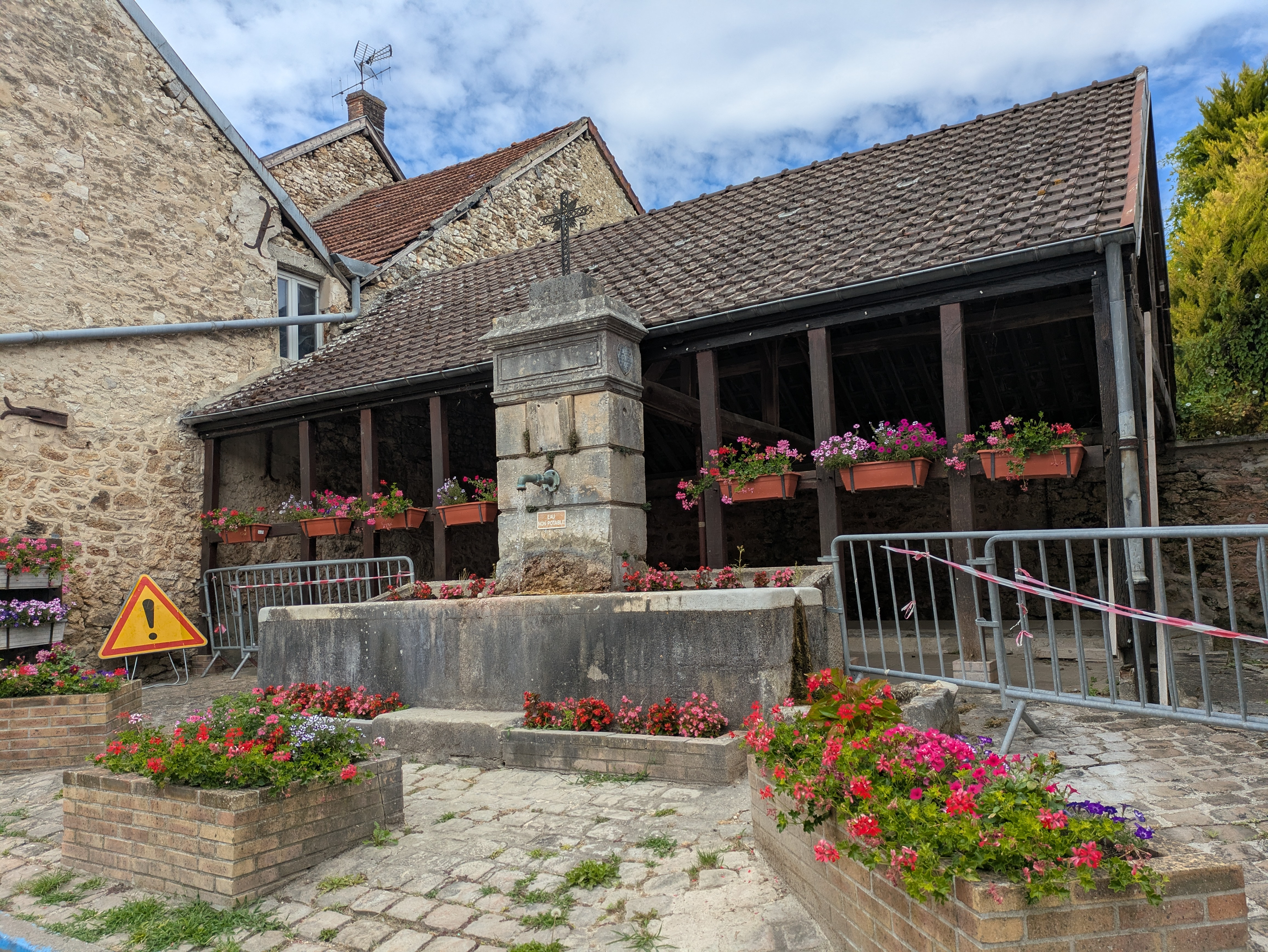
Le lavoir.

### Héraldique
| Blason de Festigny | Blason  | Coupé : au premier parti au I d'azur semé de fleurs de lys d'or à la bordure componée d'argent et de gueules et au II bandé d'or et d'azur aux deux clefs d'argent passées en sautoir et surmontées d'une couronne de quatre tours du même, brochant sur le tout, à la bordure de gueules, au second d'azur à la bande d'argent côtoyée de deux doubles cotices potencées et contre-potencées d'or, à la bordure de gueules. |
| Blason de Festigny | Détails | Le statut officiel du blason reste à déterminer. |

### Personnalités liées à la commune
- François Delimal (1922-1944), compagnon de la Libération, est parachuté sur le plateau de Bel-Air en 1943, durant la Seconde Guerre mondiale. Une stèle y est érigée en sa mémoire en 2023[34],[76].